# Nowe Ogrody (Wschowa)
Nowe Ogrody – część miasta Wschowa w Polsce położona w województwie lubuskim, w powiecie wschowskim, w gminie Wschowa.
Sąsiaduje z miejscowościami Osowa Sień, Nowa Wieś i przysiółkiem Buczyna.
W latach 1975–1998 miejscowość położona była w województwie leszczyńskim. Do roku 2012, w którym osiedle oficjalnie włączono do miasta, jego status był nieokreślony, podzielony między sołectwa Osowa Sień i Nowa Wieś.